# Miloš Urban
Pour les articles homonymes, voir Urban (homonymie).
Miloš Urban (né le 4 octobre 1967 à Sokolov) est un écrivain, traducteur et rédacteur tchèque.

## Biographie
Miloš Urban étudie dans un lycée de Karlovy Vary et passe quelque temps à Londres. Bachelier, il étudie la littérature à l'Université Charles de Prague, dans les chaires d'anglais et des Langues scandinaves, de 1986 à 1992. De 1992 à 200 il travaille comme rédacteur dans la maison d'édition Mladá fronta. À partir de 2001, il devient rédacteur en chef à Argo.

## Œuvre
Miloš Urban a écrit plusieurs romans à succès. Ses livres sont traduits dans plusieurs langues. Des traductions en français sont en préparation. En plus de ses romans, Urban a écrit des pièces de théâtre Trochu lásky (un peu d'amour) et  Nože a růže (le couteau et la rose), quelques nouvelles, et traduit plusieurs livres.

### Poslední tečka za rukopisy(Point final aux manuscrits)
Ce livre, paru en 1998 chez la maison d'édition Argo, est d'abord publié sous le pseudonyme de Josef Urban. Il s'agit en fait du nom du personnage principal. En effet, le livre se présente comme un ouvrage de « nouvelle littérature factuelle », et non pas comme une fiction. L'auteur prétend partager avec nous ses recherches sur les manuscrits en vieille langue tchèque, créés de toutes pièces, lors du renouveau national tchèque du XIXe siècle.
La seconde édition de 2005, est faite sous le nom original de l'auteur.
Le personnage principal : Josef Urban, est un chercheur universitaire dans le domaine des sciences humaines. Avec son assistante, il découvre quelques lettres concernant les manuscrits en vieille langue tchèque. Les chercheurs établissent ensemble plusieurs hypothèses à partir de ces fragments. Tout à la fin du roman, une explication révolutionnaire à l'origine de ces manuscrits est avancée.
L'auteur décrit ainsi le monde de la recherche universitaire, avec ses nombreuses intrigues et trahisons. Il propose également un retour sur le XIXe siècle tchèque et européen, en faisant intervenir les figures de Božena Němcová et Václav Hanka.

### Sedmikostelí(Les sept églises)
Ce roman paru en 1999, chez la maison d'édition Argo, est le plus connu  de Miloš Urban. Il a été traduit en allemand, hongrois, russe, français et espagnol. Il est considéré comme un chef-d'œuvre de la littérature gothique moderne. Le personnage principal, ancien policier, et passionné d'histoire médiévale est lié à plusieurs meurtres dans l'ancien Prague.

### Hastrman(Le génie des eaux)
Ce roman paru en 2001 a remporté le prix littéraire tchèque Magnesia Litera dans la catégorie prose. Il a été traduit en hongrois. Un film s'en inspirant est en cours de préparation.
L'histoire combine des mythes tchèques à des problèmes écologiques modernes. Hastrman est le nom d'un génie des eaux, récurrent dans les légendes tchèques. Une nouvelle de Jan Neruda, dans les célèbres Contes de Mala Strana porte le même titre.
Le roman est divisé en deux parties. La première se passe dans les années 1930 du XIXe siècle. Un noble, après avoir longtemps vécu à l'étranger, retourne sur ses terres en Bohême. Il découvre un nouveau monde. Dans la seconde partie, qui se déroule à l'époque actuelle, un homme décide de mettre fin au désordre du monde, une arme à la main.

### Paměti poslance parlamentu(Mémoires d'un parlementaire)
Il s'agit d'un des rares romans politiques tchèques. Il a été publié en 2002.
Il raconte la vie sentimentale d'un jeune député socialiste de la Snemovna et de sa rencontre avec une intrigante députée du parti conservateur. L'auteur peint en arrière-plan les coulisses de la politique en République tchèque.

### Stín katedrály(L'ombre de la cathédrale)
Ce roman a été traduit en hongrois et espagnol. Il  a été publié en 2003.

### Michaela
Publié en 2004, ce livre est paru sous le pseudonyme de Max Unterwasser.

### Santiniho jazyk(La langue de Santini)
Ce livre a été publié en 2005.
Il prend pour thème la vie et l'apport artistique de l'important architecte baroque Santini.

### Pole a palisáda
Ce roman, publié en 2006, reprend la célèbre légende tchèque de Libuše.

### Mrtvý holky(Filles mortes)
Ce livre, paru en 2007, est un recueil de dix nouvelles.

### Lord Mord
Dans ce roman noir, paru en 2008, l'auteur fait revivre le quartier juif de Prague des années 1800.

### Boletus arcanus
Paru en 2011

### Praga Piccola
Paru en 2012

## Traductions depuis l'anglais
- Julian Barnes, Le perroquet de Flaubert
- Graham Masterton